# Partiële afgeleide
In de multivariabele analyse, een deelgebied van de wiskunde, is een partiële afgeleide van een functie van een aantal variabelen, de afgeleide waarbij alleen een van de variabelen daadwerkelijk als variabele wordt behandeld en de andere als constanten. Partiële afgeleiden worden in de differentiaalmeetkunde en de vectoranalyse gebruikt. De partiële afgeleide wordt dus per definitie langs de richting van een van de coördinaatassen bepaald.
Neemt men bijvoorbeeld van de functie
{\displaystyle f(x,y)=2x+3xy+5x^{2}+b+7y}
de partiële afgeleide naar {\displaystyle x}, dan wordt de variabele {\displaystyle y} als constante behandeld. De constante {\displaystyle b} blijft natuurlijk altijd constant. Hieruit volgt:
{\displaystyle {\frac {\partial f}{\partial x}}=2+3y+10x}
De partiële afgeleide van een functie {\displaystyle f} met betrekking tot de variabele {\displaystyle x} wordt op verschillende manieren aangeduid. Om het onderscheid te maken met de gewone afgeleide gebruikt men het ronde partiële-afgeleidesymbool {\displaystyle \partial } in plaats van {\displaystyle \mathrm {d} ,} men noteert:
{\displaystyle {\frac {\partial f}{\partial x}},\ \partial _{x}f,\ f_{x}\ } of {\displaystyle \ f_{x}^{\prime }}
Het partiële-afgeleidesymbool {\displaystyle \partial } werd geïntroduceerd door Adrien-Marie Legendre (1752 - 1833), raakte vervolgens op de achtergrond, maar won na de herintroductie van dit symbool door Carl Jacobi (1804 - 1851) algemene aanvaarding.
De richtingsafgeleide is een generalisatie van de partiële afgeleide en is de afgeleide van de functie in een gegeven richting. Partiële afgeleiden kunnen voor functies in een scalair veld worden bepaald, maar ook voor functies in een vectorveld. Dat geldt voor de richtingsafgeleiden dus hetzelfde. De richting in een scalair veld waarin de richtingsafgeleide het grootst is, is de gradiënt van het scalaire veld. Dat is in ieder punt in het scalaire veld, dus in het hele scalaire veld. De gradiënt wordt ook wel eens de richtingsafgeleide genoemd.

## Inleiding
Stel dat {\displaystyle f} een functie is van twee variabelen. Bijvoorbeeld,
{\displaystyle z=f(x,y)=x^{2}+xy+y^{2}}
De grafiek van deze functie definieert een oppervlak in de euclidische ruimte. Er is voor ieder punt op het oppervlak in iedere richting een raaklijn. Partieel differentiëren is de handeling om een van deze raaklijnen te kiezen en de richtingscoëfficiënt daarvan te vinden. De raaklijnen kunnen bijvoorbeeld zo worden gekozen dat zij evenwijdig aan het {\displaystyle xz}-vlak of aan het {\displaystyle yz}-vlak lopen.
Om de richtingscoëfficiënt van de raaklijn aan de functie op {\displaystyle (1,1,3)} te vinden, die evenwijdig aan het {\displaystyle xz}-vlak loopt, wordt de variabele {\displaystyle y} als een constante behandeld. Door de afgeleide van de vergelijking te vinden, onder de veronderstelling dat {\displaystyle y} constant is, vindt men dat de richtingscoëfficiënt van {\displaystyle f} in het punt {\displaystyle (x,y,z)} gelijk is aan:
{\displaystyle {\frac {\partial z}{\partial x}}=2x+y}
Door substitutie in punt {\displaystyle (1,1,3)} vindt men dat de richtingscoëfficiënt in dit punt gelijk is aan 3.
{\displaystyle {\frac {\partial z}{\partial x}}=3}
Dat wil zeggen dat de partiële afgeleide van {\displaystyle z} met betrekking tot {\displaystyle x} in het punt {\displaystyle (1,1,3)} gelijk is aan 3.

## Definitie
De partiële afgeleide van de functie {\displaystyle f\colon \mathbb {R} ^{n}\to \mathbb {R} }, als functie van de variabelen {\displaystyle x_{1},\ldots ,x_{n}}, naar de variabele {\displaystyle x_{i}} is:
{\displaystyle {\frac {\partial f}{\partial x_{i}}}(x_{1},\ldots ,x_{n})=\lim _{h\to 0}{\frac {f(x_{1},\ldots ,x_{i-1},x_{i}+h,x_{i+1},\ldots ,x_{n})-f(x_{1},\ldots ,x_{n})}{h}}}
Hierin staat {\displaystyle \lim } voor de limiet en kan de partiële afgeleide {\displaystyle {\frac {\partial f}{\partial x_{i}}}(x_{1},\ldots ,x_{n})} korter worden genoteerd met {\displaystyle f_{x_{i}}(x_{1},\ldots ,x_{n})}.
De richtingsafgeleide is de afgeleide langs een willekeurige, maar vaste richting.

## Hogere partiële afgeleide
De partiële afgeleiden, {\displaystyle {\frac {\partial f}{\partial x}}} en {\displaystyle {\frac {\partial f}{\partial y}}} van de functie {\displaystyle z=f(x,y)} zijn vaak zelf functies van {\displaystyle x} en {\displaystyle y.} We zouden deze functies nogmaals partieel kunnen differentiëren naar {\displaystyle x} of {\displaystyle y}. Hierdoor ontstaan vier partiële afgeleiden van de tweede orde:
{\displaystyle {\frac {\partial }{\partial x}}\left({\frac {\partial z}{\partial x}}\right)={\frac {\partial ^{2}z}{\partial x^{2}}}}
{\displaystyle {\frac {\partial }{\partial y}}\left({\frac {\partial z}{\partial y}}\right)={\frac {\partial ^{2}z}{\partial y^{2}}}}
{\displaystyle {\frac {\partial }{\partial y}}\left({\frac {\partial z}{\partial x}}\right)={\frac {\partial ^{2}z}{\partial y\partial x}}}
{\displaystyle {\frac {\partial }{\partial x}}\left({\frac {\partial z}{\partial y}}\right)={\frac {\partial ^{2}z}{\partial x\partial y}}}
Volgens de stelling van Schwarz zijn de laatste twee termen gelijk aan elkaar indien {\displaystyle {\frac {\partial z}{\partial x}}}, {\displaystyle {\frac {\partial z}{\partial y}}} en {\displaystyle {\frac {\partial ^{2}z}{\partial y\partial x}}} bestaan en continu zijn. In dat geval geldt dus
{\displaystyle {\frac {\partial ^{2}z}{\partial x\partial y}}={\frac {\partial ^{2}z}{\partial y\partial x}}}

## Voorbeelden

### Voorbeeld 1
Zij {\displaystyle f:\mathbb {R} ^{2}\to \mathbb {R} } gegeven door {\displaystyle f(x,y)=x^{3}+2xy+{\tfrac {1}{3}}x^{3}y^{4}}. Dan geldt:
{\displaystyle {\frac {\partial f}{\partial x}}=3x^{2}+2y+x^{2}y^{4}}
De variabele {\displaystyle y} wordt hier als constante gezien en naar de variabele {\displaystyle x} gedifferentieerd. Op dezelfde manier is:
{\displaystyle {\frac {\partial f}{\partial y}}=2x+{\tfrac {4}{3}}x^{3}y^{3}}
{\displaystyle x} wordt hier als een constante gezien.
Voor de tweede partiële afgeleide {\displaystyle {\frac {\partial ^{2}f}{\partial y\partial x}}} geldt:
{\displaystyle {\frac {\partial ^{2}f}{\partial y\partial x}}={\frac {\partial }{\partial y}}\left({\frac {\partial f}{\partial x}}\right),}
dus
{\displaystyle {\frac {\partial ^{2}f}{\partial y\partial x}}={\frac {\partial }{\partial y}}\left(3x^{2}+2y+x^{2}y^{4}\right)=2+4x^{2}y^{3}}

### Voorbeeld 2
We onderzoeken de volgende functie:
{\displaystyle z=f(x,y)={\sqrt {x^{2}+{\tfrac {1}{y}}}}+\arcsin(xy)}
{\displaystyle {\frac {\partial z}{\partial x}}={\frac {2x}{2{\sqrt {x^{2}+{\frac {1}{y}}}}}}+{\frac {y}{\sqrt {1-(xy)^{2}}}}={\frac {x}{\sqrt {x^{2}+{\frac {1}{y}}}}}+{\frac {y}{\sqrt {1-(xy)^{2}}}}\,}
Hier wordt met {\displaystyle y} gerekend alsof het een constante was
{\displaystyle {\frac {\partial z}{\partial y}}={\frac {1}{2{\sqrt {x^{2}+{\frac {1}{y}}}}}}\cdot (-y^{-2})+{\frac {x}{\sqrt {1-(xy)^{2}}}}={\frac {-1}{2y^{2}{\sqrt {x^{2}+{\frac {1}{y}}}}}}+{\frac {x}{\sqrt {1-(xy)^{2}}}}\,}
{\displaystyle x} wordt hier constant gehouden.

## Matrices
Er zijn in de wiskunde matrices gedefinieerd, waarvan alle elementen partiële afgeleiden zijn.
- Hessiaan - met alle mogelijke partiële afgeleiden van de tweede orde in een scalaire ruimte
- Jacobi-matrix - met alle mogelijk partiële afgeleiden voor een functie in een vectorruimte